# Бамберґський симфонічний оркестр
49°53′49″ пн. ш. 10°52′45″ сх. д. / 49.89694444° пн. ш. 10.87916667° сх. д.

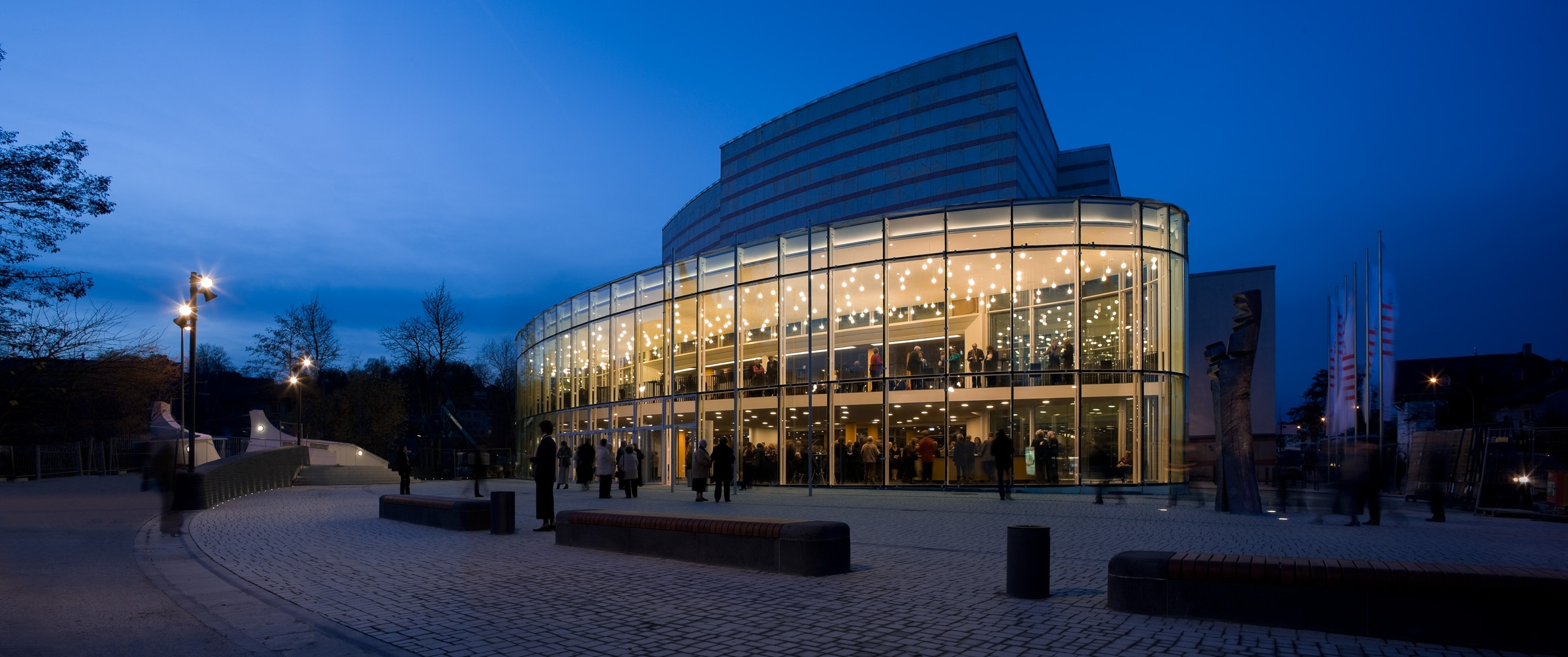
Концертний зал в Бамберзі — домашня сцена оркестру

Бамберґський симфонічний оркестр (нім. Bamberger Symphoniker) — німецький симфонічний оркестр, що базується в Бамберзі. Заснований в 1946 р.; ядро оркестру склали депортовані з Чехословаччини музиканти-німці, до 1945 грали в Німецькому філармонійному оркестрі Праги (нім. Deutsches Philharmonisches Orchester Prag) на чолі з колишнім керівником цього оркестру Йозефом Кайльбертом. 20-літнє керівництво Кайльберта вивело оркестр в перші ряди німецьких академічних музичних колективів; в повоєнні роки Бамберґський оркестр першим з оркестрів Німеччини зробив спершу європейські, а потім і світові гастрольні тури.
Серед новітніх проєктів оркестру — здійснений під керівництвом Джонатана Нотта запис всіх симфоній Франца Шуберта і проводиться з 2004 раз на три роки міжнародний конкурс диригентів імені Густава Малера.

## Головні диригенти
- Йозеф Кайльберт (1949—1968)
- Ойген Йохум (1969—1973)
- Джеймс Лакран (1979—1983)
- Вітольд Ровіцкій (1983—1985)
- Хорст Штайн (1985—1996)
- Джонатан Нотт (2000—2016)
- Якуб Груша (з 2016 р.)